# Costa Occidental de Huelva
Costa Occidental de Huelva Spanyolországban, Andalúzia Huelva tartományában található comarca.  Lakosainak száma 97 535 fő (2024).

## Önkormányzatai
- Ayamonte
- Cartaya
- Isla Cristina
- Lepe
- San Silvestre de Guzmán
- Villablanca